# Russel Mahmud Liton
Russel Mahmud Liton  (sinh ngày 30 tháng 11 năm 1994), là một cầu thủ bóng đá người Bangladesh hiện tại thi đấu ở vị trí  thủ môn cho Sheikh Russel KC ở Bangladesh League và Bangladesh.

## U-23
Vào ngày 27 tháng 7 năm 2014 anh được Lodewijk de Kruif lựa chọn tham dự Đại hội Thể thao châu Á 2014 tổ chức ở Incheon, Hàn Quốc. 
 
Trước đó vào ngày 25 tháng 8 năm 2014, anh có màn ra mắt trước U-23 Nepal trong trận giao hữu Anh được chọn làm thủ môn chính ở Đại hội Thể thao châu Á 2014.

## Đội tuyển quốc gia
Sau Đại hội Thể thao châu Á 2014 Liton cũng được Lodewijk de Kruif triệu tập cho 2 trận giao hữu trước Sri Lanka ngày 24 và 27 tháng 10 năm 2014 tại Jessore và Rajshahi, Bangladesh. Anh có màn ra mắt trước Sri Lanka. He made his first clean sheet in 2nd match

## Thống kê sự nghiệp

### Quốc tế
Tính đến tháng 3 năm 2015
| U-23 Bangladesh | U-23 Bangladesh   | U-23 Bangladesh  |
| Số trận         | Số trận sạch lưới | Cản phá phạt đền |
| --------------- | ----------------- | ---------------- |
| 8               | 3                 | 0                |

Tính đến 16 tháng 6 năm 2015
| Đội tuyển quốc gia Bangladesh | Đội tuyển quốc gia Bangladesh | Đội tuyển quốc gia Bangladesh |
| Số trận                       | Số trận sạch lưới             | Cản phá phạt đền              |
| ----------------------------- | ----------------------------- | ----------------------------- |
| 6                             | 1                             | 0                             |